# Odashirogahara
Odashirogahara (小田代ヶ原) est une plaine de haute altitude du Japon situé sur l'île de Honshū, dans la ville de Nikkō. Zone humide intégrée, depuis 2005, au site Ramsar Oku-Nikkō Shitsugen du parc national de Nikkō, elle résulte de l'assèchement d'un lac de barrage naturel formé il y a environ 17 000 ans sous l'action éruptive du mont Nantai. Cet espace naturel protégé, d'intérêt floristique et ornithologique, est aménagé pour faciliter la randonnée pédestre et l'observation de la nature.

## Toponymie
Autrefois, au cœur des monts Nikkō, l'étendue plane située entre les lacs Yu et Chūzenji était parsemée de marais. L'ensemble dessinait un tableau semblable à une succession de rizières (田代, tashiro). Parmi ces zones marécageuses, la plus grande, appelée Senjōgahara, se démarquait nettement. En référence à cette dernière, celle qui, de plus petite taille, jouxtait sa limite ouest fut nommée Odashiro (小田代, litt. « petite rizière »), un nom qui forme, de nos jours, la racine du toponyme Odashirogahara (小田代ヶ原, litt. haute plaine « petite rizière »).

## Géographie

### Situation

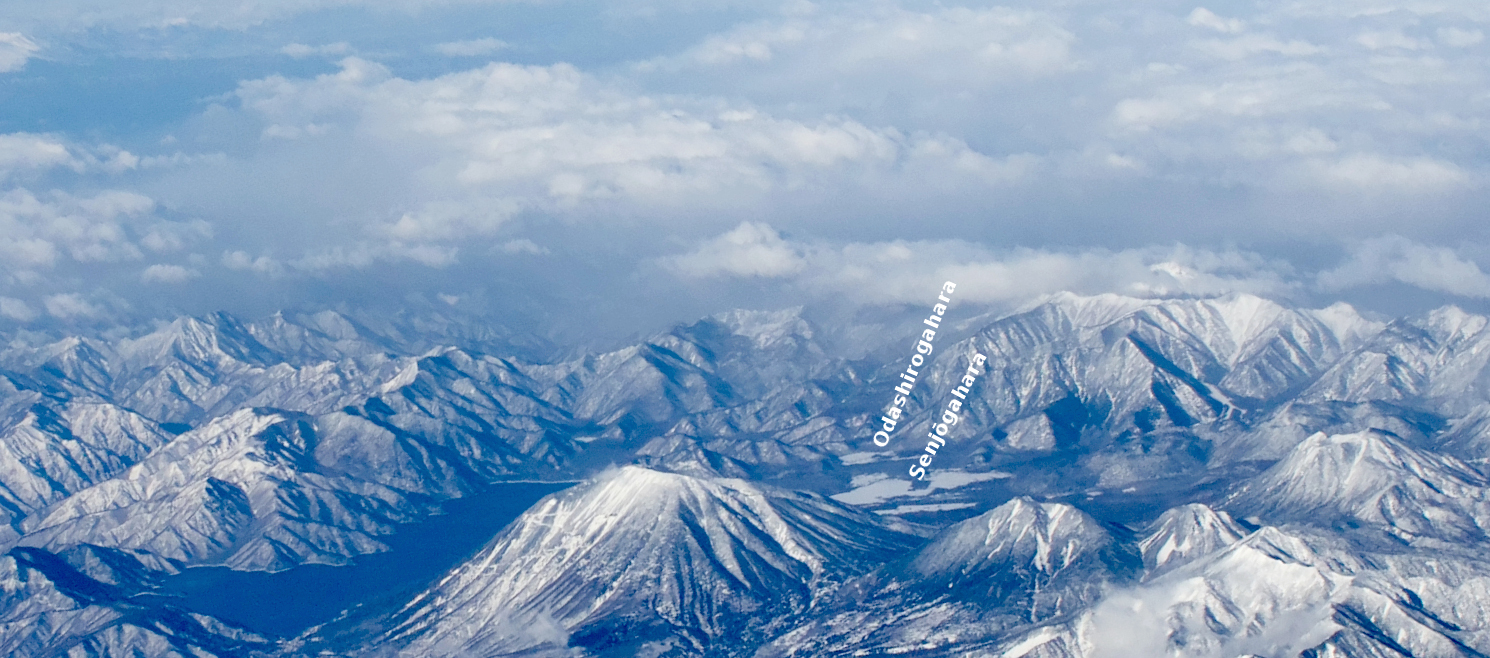
Odashirogahara dans les monts Nikkō, au nord du lac Chūzenji (mars 2011).

Odashirogahara est une plaine de haute altitude située dans le Nord de la région de Kantō, sur l'île de Honshū, environ 120 km au nord de l'agglomération de Tokyo. Dans l'Ouest de la ville de Nikkō (préfecture de Tochigi), cette étendue marécageuse s'étend sur une superficie d'environ 44,72 ha et un périmètre de 2 km,, à l'altitude de 1 410 m, dans la partie centrale des monts Nikkō, 2,5 km au nord du lac Chūzenji et le long de la limite ouest de Senjōgahara,.

### Climat
Le climat de la plaine Odashiro correspond à celui d'Oku-Nikkō, la partie sud-ouest de la ville de Nikkō. Il est du type continental humide. La température annuelle moyenne est d'environ 7 °C et les précipitations annuelles sont de 2 169 mm. L'hiver le mercure peut descendre jusqu'à −9 °C et grimper jusqu'à 23 °C en été.
| Mois                                | jan.  | fév.  | mars  | avril | mai   | juin  | jui.  | août  | sep.  | oct.  | nov.  | déc.  | année   |
| ----------------------------------- | ----- | ----- | ----- | ----- | ----- | ----- | ----- | ----- | ----- | ----- | ----- | ----- | ------- |
| Température minimale moyenne (°C)   | −8,1  | −8,8  | −5,1  | 0,1   | 5,1   | 10,1  | 14,4  | 15,3  | 11,6  | 5,1   | −0,2  | −5    | 2,9     |
| Température moyenne (°C)            | −4,1  | −3,9  | −0,7  | 5     | 9,9   | 13,7  | 17,7  | 18,7  | 14,9  | 9,1   | 4     | −1    | 6,9     |
| Température maximale moyenne (°C)   | −0,4  | 0     | 3,6   | 10    | 14,8  | 17,7  | 21,6  | 22,6  | 18,6  | 13,2  | 8,2   | −2,9  | 10,3    |
| Ensoleillement (h)                  | 170,2 | 162,1 | 188,1 | 185,9 | 167,8 | 107   | 108,3 | 128,3 | 100,4 | 128,9 | 152,7 | 164,7 | 1 764,4 |
| Précipitations (mm)                 | 52,3  | 58,8  | 109,4 | 157,8 | 174,6 | 220,9 | 277   | 394,2 | 363,2 | 201,8 | 107,6 | 51,4  | 2 169   |
| dont neige (cm)                     | 114   | 124   | 113   | 23    | 0     | 0     | 0     | 0     | 0     | 1     | 12    | 62    | 449     |
| Nombre de jours avec précipitations | 15    | 15    | 19    | 16    | 16    | 20    | 23    | 20    | 22    | 15    | 11    | 10    | 202     |
| Humidité relative (%)               | 65    | 65    | 66    | 68    | 75    | 85    | 87    | 87    | 87    | 80    | 71    | 66    | 75      |
| Nombre de jours avec neige          | 25,1  | 21,8  | 29,9  | 6,8   | 0,8   | 0     | 0     | 0     | 0     | 0,6   | 6,5   | 20    | 101,5   |
| Nombre de jours avec brouillard     | 2,8   | 4,8   | 5,8   | 9,4   | 12,9  | 14,7  | 17,6  | 15,3  | 14,9  | 11,4  | 6,6   | 4,3   | 120,3   |

| Diagramme climatique                                  |           |              |            |              |               |             |               |               |              |              |            |
| J                                                     | F         | M            | A          | M            | J             | J           | A             | S             | O            | N            | D          |
| −0,4−8,152,3                                          | 0−8,858,8 | 3,6−5,1109,4 | 100,1157,8 | 14,85,1174,6 | 17,710,1220,9 | 21,614,4277 | 22,615,3394,2 | 18,611,6363,2 | 13,25,1201,8 | 8,2−0,2107,6 | −2,9−551,4 |
| Moyennes : • Temp. maxi et mini °C • Précipitation mm |           |              |            |              |               |             |               |               |              |              |            |

### Hydrographie
À intervalle irrégulier de plusieurs années, un lac intermittent, le lac Odashiro apparaît au cœur de la plaine d'Odashiro. Il se forme par accumulation d'eau apportée par des pluies torrentielles sous orage. Ainsi, par exemple, fin septembre 2007, à la suite du passage du typhon Whipha (en) dans le Sud de l'archipel nippon, l'étendue lacustre s'est reformée avant de disparaître dès la mi-octobre. Auparavant, il était apparu en 2004 et 2002,. Quatre ans plus tard, fin août 2011, les eaux de pluie abondantes engendrées par la tempête tropicale Talas inondent Odashirogahara. Le lac Odashiro, d'une largeur de 200 m et d'une profondeur de 150 m, refait son apparition et persiste pendant plusieurs mois,.
Le lac est aussi couramment appelé « lac des illusions »,.

Le lac éphémère Odashiro.
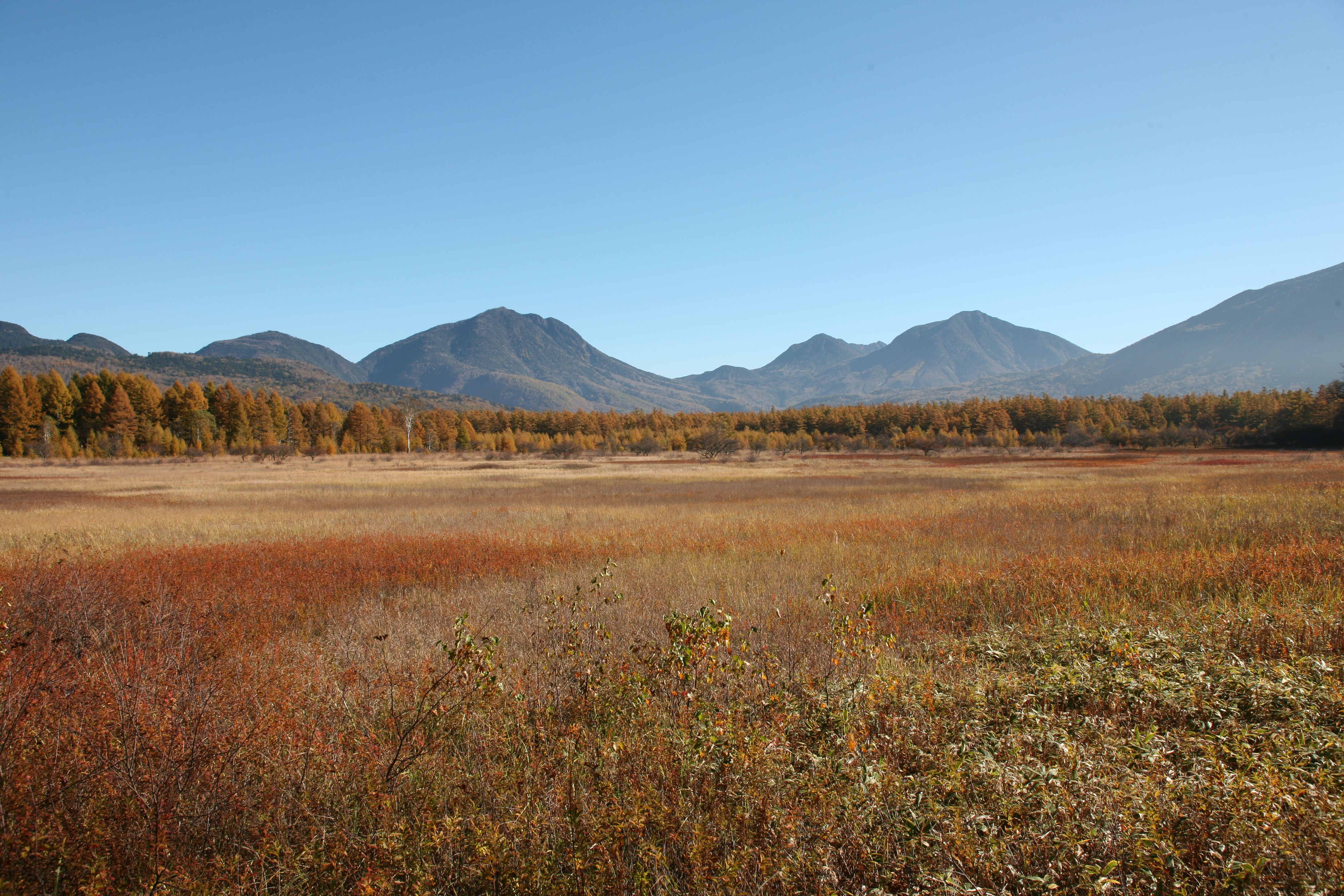
Odashirogahara (octobre 2010).
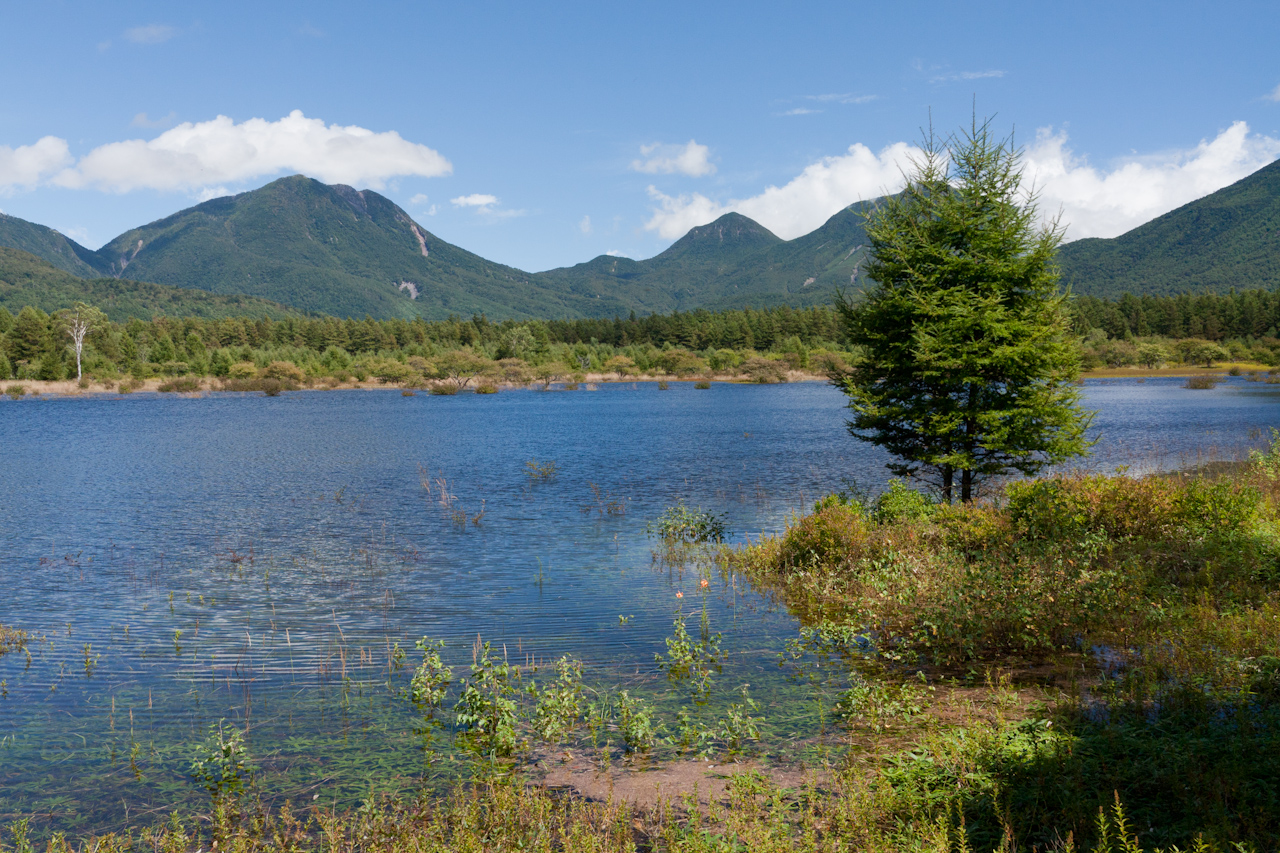
Le lac Odashiro (septembre 2011).
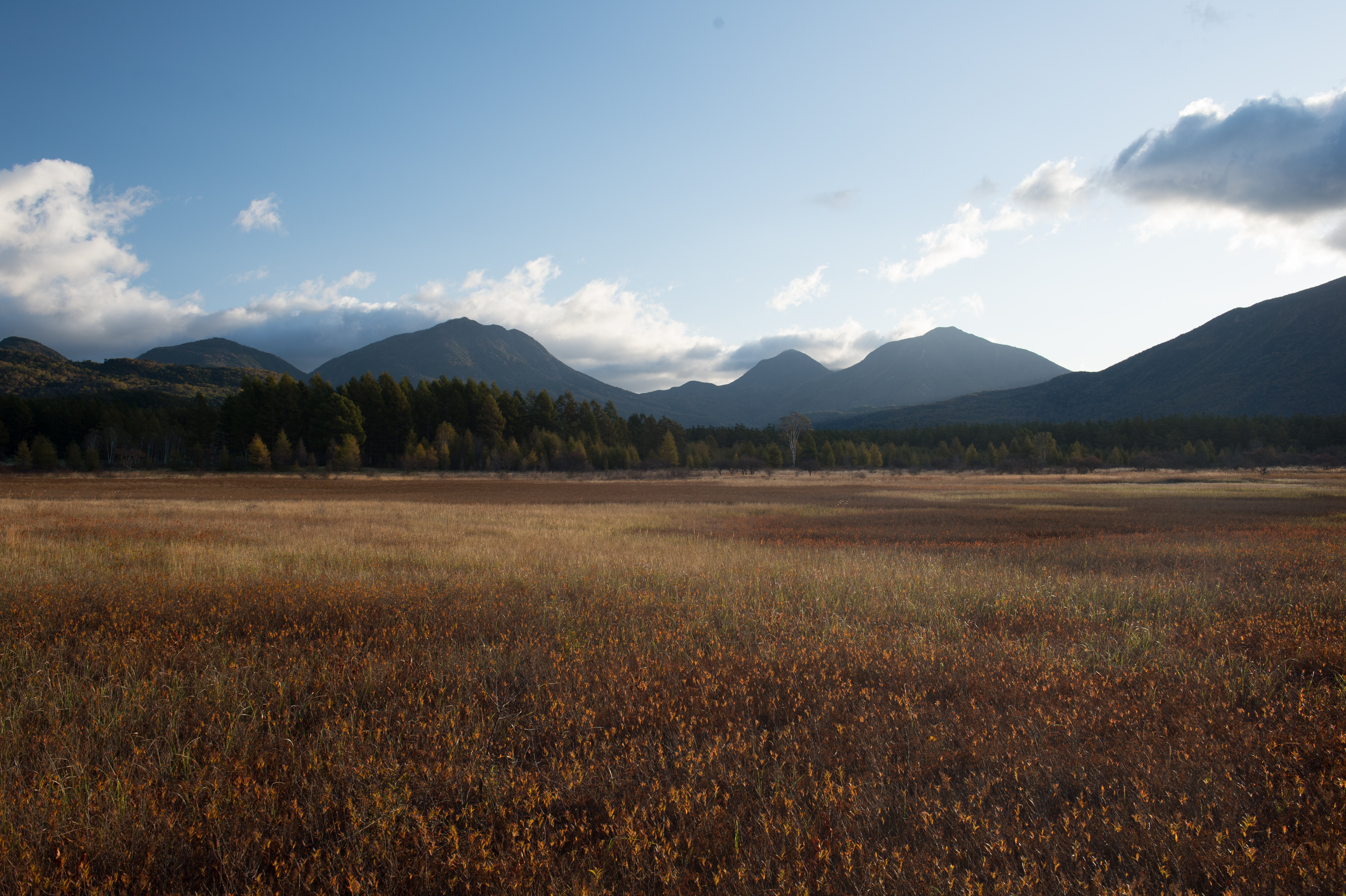
Odashirogahara (octobre 2013).

### Milieu naturel
Situé dans le Sud du parc de Nikkō, un parc national administré par le ministère de l'Environnement du Japon depuis 1934, Odashirogahara constitue un biotope favorable à la cohabitation de nombreuses espèces d'oiseaux sauvages ; ses marécages et ses étendues de verdure arborées offrent un terrain fertile pour diverses variétés de plantes. Il est classé par le gouvernement « zone de protection spéciale ».
La plaine marécageuse Odashiro fait partie d'Oku-Nikkō, une aire naturelle protégée dans l'Ouest de la ville de Nikkō, dont les zones humides forment, depuis 2005, l'un des sites Ramsar du Japon,.

## Histoire
Il y a environ 23 000 ans, le volcan Nantai émerge du sol de l'arc volcanique Nord-Est de l'île de Honshū,. Les rivières Yu et Daiya ne forment qu'un seul cours d'eau qui s'oriente vers le nord-est aux environs de l'actuel emplacement des chutes de Kegon,. Cette première phase d'activité volcanique du mont Nantai se termine il y a 17 000 ans avec des éruptions particulièrement explosives dont les éjectas façonnent le relief environnant,,. Au cours de cette brève période de formation et d'activité, les épanchements magmatiques du mont Nantai interrompent le cours de la rivière qui serpente au pied de sa face sud. L'eau qui s'accumule le long de ce barrage naturel forme le lac Chūzenji et deux autres étendues d'eau qui, par accumulation du produit de l'érosion de roches volcaniques, et par décomposition et sédimentation de plantes aquatiques, se transforment au fil du temps en plaines marécageuses : Senjōgahara et Odashirogahara,,.

## Activités

### Randonnée

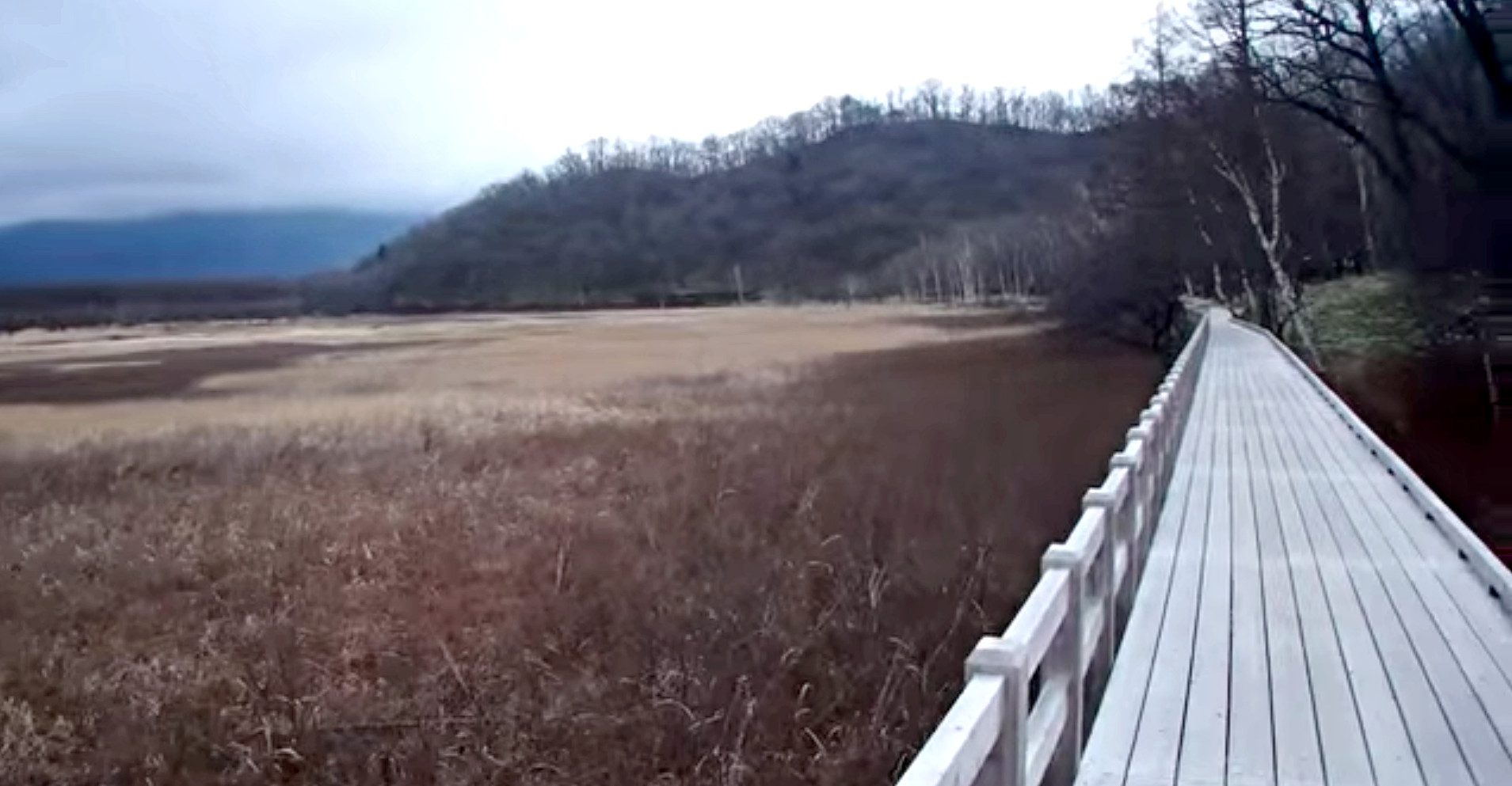
Sentier de randonnée à Odashirogahara, en automne.

La route nationale 120, qui relie le centre-ville de Nikkō à Numata (préfecture d'Aichi), traverse l'Est de Senjōgahara. Au lieu-dit, le marais rouge, une zone marécageuse partiellement aménagée pour accueillir des touristes, s'ouvre le « chemin Odashiro », un sentier de randonnée d'environ 2,2 km de long. Suivant un axe est-ouest, celui-ci mène jusqu'à la limite sud-est d'Odashirogahara,. Parallèlement à ce chemin de terre, une voie routière s'étire vers l'est, depuis la nationale, et passe dans le sud de la plaine herbeuse. Par mesure de protection environnementale, elle est cependant interdite à la circulation depuis 1993 ; seule une navette préfectorale est autorisée à l'emprunter,. Un autre sentier, appelé « sentier de découverte », débute aux chutes Ryūzu, une section avale de la rivière Yu proche du lac Chūzenji. Son tracé (4,7 km), du sud au nord le long de la rivière, aboutit à la cascade Yu qui forme les premiers mètres de l'émissaire du lac Yu. Il est aménagé pour faciliter la marche à pied et la découverte de la nature environnante du début du printemps jusqu'aux premières neiges hivernales. En particulier, des plates-formes d'obversation en bois offrent une vue panoramique sur le haut plateau Senjō et les volcans des monts Nikkō,. Sur ce parcours, près de l'étang Izumiyado, un réservoir d'eau pour la rivière Yu, au pied du mont To (2 204 m), une bifurcation marque le point de départ d'une sente d'environ 1 km qui conduit au nord d'Odashirogahara. De la plage Senju, située sur la rive est du lac Chūzenji, la partie Sud-Ouest de la plaine est accessible par une route forestière, via le col Yumihari (altitude 1 415 m).